# Hemerocallis
Hemerocallis L. è un genere di piante della famiglia Asphodelaceae, note comunemente come emerocallidi.

## Etimologia
Il loro nome scientifico deriva dal greco e significa "bellezze di un solo giorno"; ciò è dovuto al fatto che i fiori di queste piante sbocciano al mattino e durano solamente per una giornata, chiudendosi poi verso sera.

## Descrizione
Le emerocallidi possiedono delle radici fascicolate e rizomatose. Le foglie sono nastriformi e riunite in ciuffi verde chiaro. I fiori (simili a quelli dei gigli) sono riuniti in racemi e sbocciano in estate numerosissimi; i fiori delle specie botaniche variano dal giallo all'arancione al rosso, esistono però numerosissimi ibridi con fiori molto particolari e dai più svariati colori e sfumature. Sono molto apprezzate come piante ornamentali in orti e giardini grazie ai loro magnifici fiori. Gli ibridi si dividono in tre gruppi: quelli a fogliame persistente (sempreverdi), quelli a fogliame semipersistente e quelli a fogliame deciduo. 

## Distribuzione e habitat
Sono originarie dell'Europa e dell'Asia nord-Orientale.

## Tassonomia
Il genere comprende le seguenti specie:
- Hemerocallis citrina Baroni
- Hemerocallis coreana Nakai
- Hemerocallis darrowiana S.Y.Hu
- Hemerocallis dumortieri E.Morren
- Hemerocallis esculenta Koidz.
- Hemerocallis × exilis Satake
- Hemerocallis × fallaxlittoralis Konta & S.Matsumoto
- Hemerocallis forrestii Diels
- Hemerocallis fulva (L.) L.
- Hemerocallis hakuunensis Nakai
- Hemerocallis lilioasphodelus L.
- Hemerocallis major (Baker) M.Hotta
- Hemerocallis middendorffii Trautv. & C.A.Mey.
- Hemerocallis minor Mill.
- Hemerocallis multiflora Stout
- Hemerocallis nana W.W.Sm. & Forrest
- Hemerocallis plicata Stapf
- Hemerocallis thunbergii Barr
- Hemerocallis yezoensis H.Hara

## Galleria d'immagini

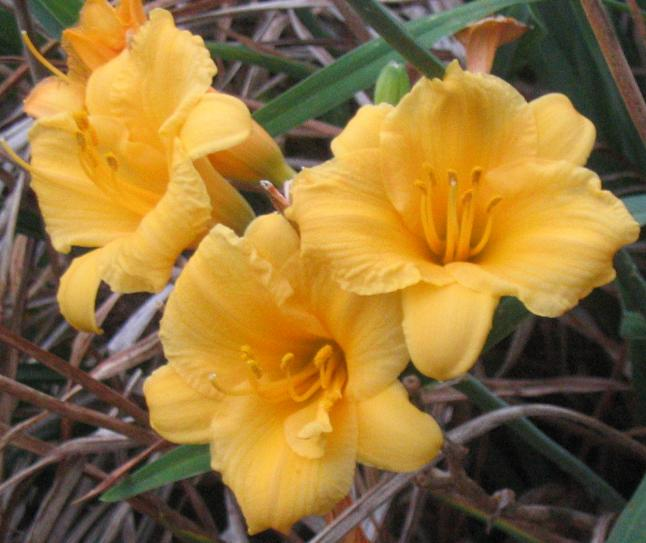
H. 'Stella de Oro', una delle cultivar con la fioritura più duratura (dai primi di maggio ai primi di novembre)
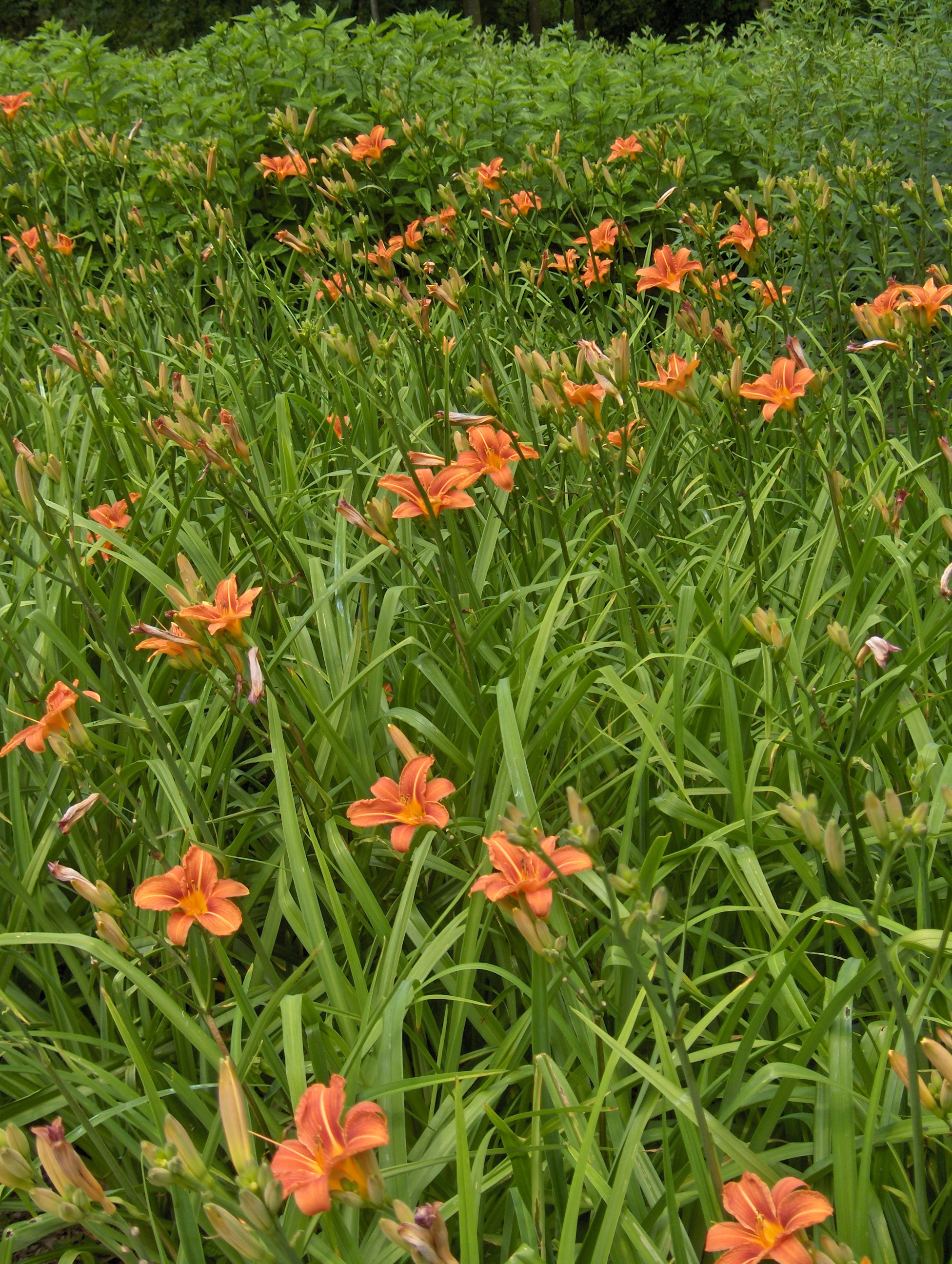
Distesa di H. fulva
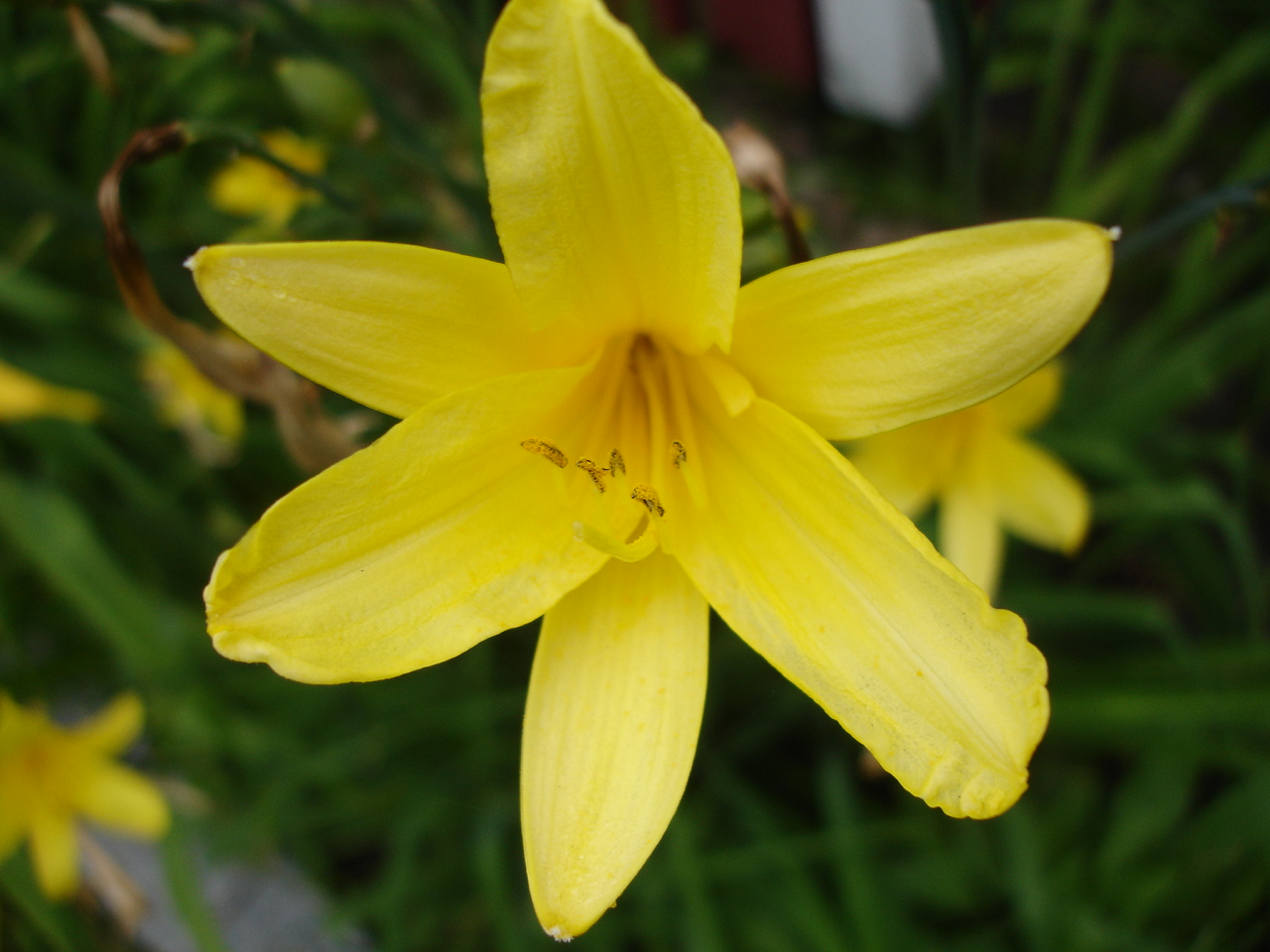
H. lilioasphodelus